# اردک سرحنایی ماداگاسکاری
اردک سرحنایی ماداگاسکاری (نام علمی: Aythya innotata) نام یک گونه از سرده دریانشین است.